# EinStein würfelt nicht

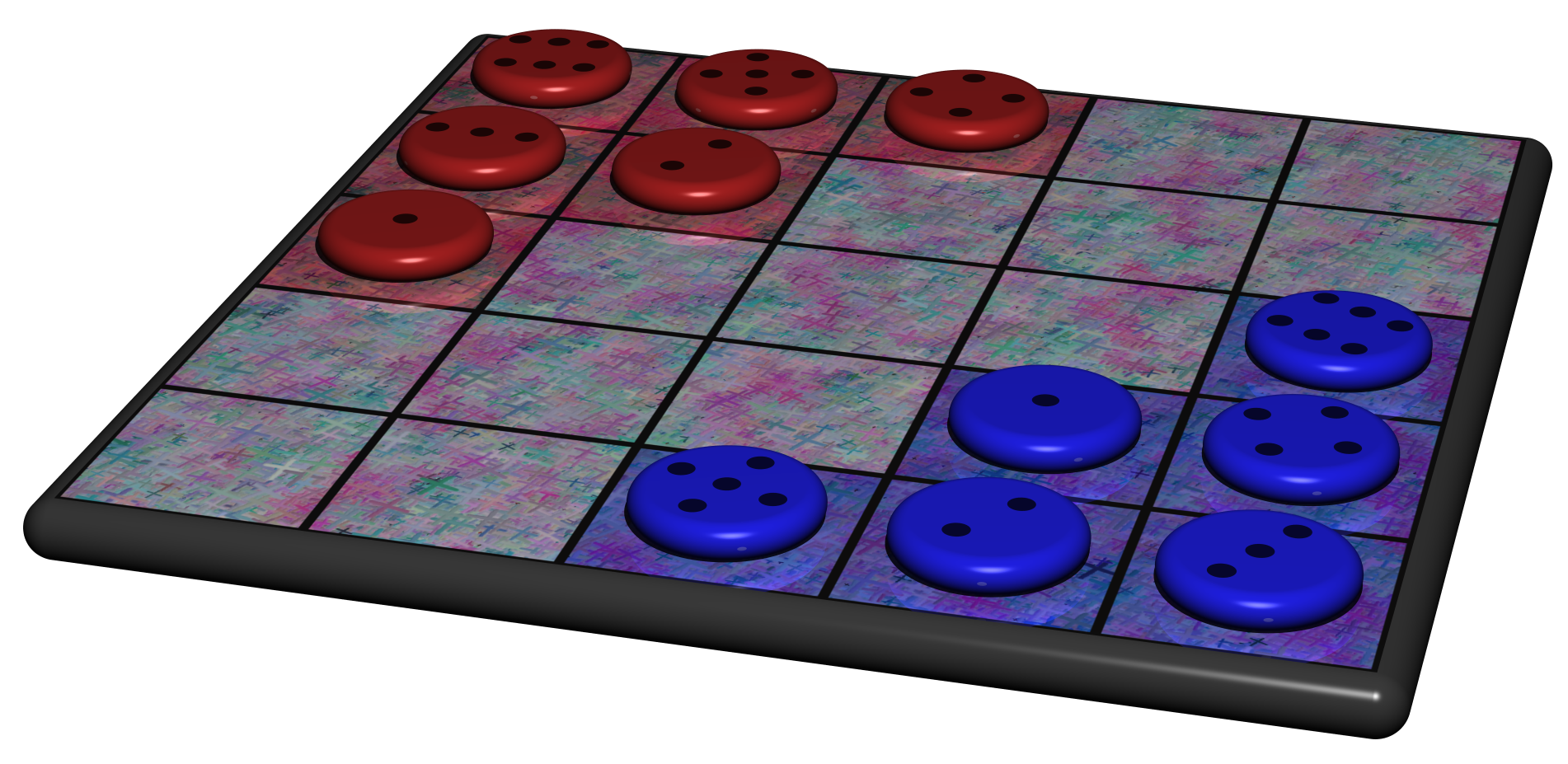
Spielbrett mit Steinen

EinStein würfelt nicht! ist das offizielle Begleitspiel einer Wanderausstellung zum Einstein-Jahr „Gott würfelt nicht: Wissenschaft im Spiel -- Spiel in der Wissenschaft“, die im Juli 2005 in Göttingen startete. Das Spiel wurde vom Jenaer Mathematik-Professor Ingo Althöfer entworfen.
Der Name des Spiels hat eine doppelte Bedeutung:
- Zum einen muss in dem Spiel nicht mehr würfeln, wer nur noch einen Stein hat (siehe Regeln).
- Zum anderen verweist er auf die berühmt gewordene Aussage Albert Einsteins, dass „der Alte“ (gemeint ist eine Art Gott beziehungsweise die Natur) nicht würfle. Einstein lehnte die stochastischen Erklärungen der Quantenmechanik ab. Diese Ablehnung setzte sich aber nicht durch, und nur „Einstein würfelt nicht“.

## Regeln

Die Ausgangssituation

Das 2-Personen-Spiel wird auf einem quadratischen Spielbrett mit 5×5 Feldern gespielt. Jeder Spieler verfügt über sechs nummerierte Steine, die wie in der Abbildung gezeigt auf das Spielbrett gelegt werden. Innerhalb dieser Grenzen steht es den Spielern frei, wie sie die Steine anordnen.
Die Spieler würfeln nun abwechselnd. Der Stein mit der Zahl, die gewürfelt wurde, muss um ein Feld gezogen werden. Man darf nicht aussetzen. Der rote Spieler kann den Stein dabei entweder nach unten, nach rechts oder schräg nach rechts unten bewegen, der blaue Spieler entsprechend nach oben, links oder schräg oben-links. Sowohl eigene als auch gegnerische Steine können geschlagen werden, wenn sie auf dem Zielfeld stehen.
Wenn ein Spieler den Stein mit der gewürfelten Zahl nicht mehr hat, hat er die Wahl, den nächstgrößeren oder den nächstkleineren Stein zu ziehen. Hat er hingegen keinen größeren mehr, sondern nur noch kleinere, muss er den nächstkleineren ziehen, und wenn er nur noch größere hat, dann zieht er entsprechend den nächstgrößeren. Wenn er nur noch einen Stein hat, braucht er nicht mehr zu würfeln, denn er muss ohnehin mit diesem Stein ziehen.
Es gewinnt der Spieler, der einen eigenen Stein auf das gegenüberliegende Eckfeld bewegt oder alle gegnerischen Steine schlägt.
Es gibt Varianten des Spiels für 3 und 4 Spieler. Diese werden auf Spielbrettern mit 6×6 Feldern gespielt. Bei der 4-Spieler-Version (EinStein würfelt nicht Quattro) bilden jeweils zwei Spieler ein Team. Ein Team hat gewonnen, wenn einer der Spieler sein gegenüberliegendes Eckfeld erreicht hat. Ein Team hat verloren, wenn einer der Spieler alle seine Steine verloren hat. Passiert beides gleichzeitig (Eckfeld erreicht und Partner eliminiert), so zählt das als Sieg des Teams. Unterschieden werden zwei Varianten bei der Sitzanordnung: Bei der einen sitzen sich die Spieler eines Teams diagonal gegenüber, bei der anderen (longline) sitzen sie nebeneinander.
Bei der 3-Spieler-Version will ein Spieler sein gegenüberliegendes Eckfeld erreichen, während die beiden Gegenspieler als Team versuchen, ihn daran zu hindern. Das Gegnerteam hat kein anderes Ziel als die Vernichtung des Einzelspielers.
Seit Mai 2015 gibt es eine Umsetzung des Spiels für Apple iOS. Die App berechnet eine Elo-Zahl für den menschlichen Spieler. Die von Christian Donninger programmierten Computergegner können nach Elo-Zahl ausgewählt werden.

## Strategie
Je weniger Steine man hat, desto „beweglicher“ sind diese, da sie durch mehr Würfelergebnisse angesprochen werden können. Deshalb kann es sinnvoll sein, gezielt die eigenen Steine zu schlagen, um mit einer höheren Wahrscheinlichkeit den besten Zug machen zu können. Vor allem das Schlagen des eigenen Steins 3 oder 4 ist dem Schlagen einer 1 oder 6 vorzuziehen, da im Endspiel ein Spieler mit einer 1 und 6 bei einem Wurf zwischen 2 und 5 einen der beiden ziehen kann, während der Spieler mit einer 3 und 4 immer nur einen Stein zur Auswahl hat.